# Last Dance (Dua Lipa)
Last Dance è un singolo della cantante britannica Dua Lipa, pubblicato il 9 febbraio 2016 come secondo estratto dal primo album in studio Dua Lipa.

## Descrizione
Il brano è stato scritto dalla stessa cantante in collaborazione con Talay Riley e Stephen "Koz" Kozmeniuk, e prodotto da quest'ultimo.

## Video musicale
Il video musicale, diretto da Jon Brewer e Ian Blair, è stato reso disponibile il 16 febbraio 2016.

## Tracce
Download digitale, streaming
1. Last Dance – 3:48

Download digitale, streaming – remixes
1. Last Dance (Stefan Ponce Remix) – 4:57
2. Last Dance (Coucheron Remix) – 3:02

## Formazione
Hanno partecipato alle registrazioni, secondo le note di copertina di Be the One:
Musicisti
- Dua Lipa – voce
- Matt Vlahovich – tastiera aggiuntiva
- Talay Riley – cori
- Stephen "Koz" Kozmeniuk – tastiere, programmazione, cori

Produzione
- Stephen "Koz" Kozmeniuk – produzione
- Michael Sonier – ingegneria del suono
- Matty Green – missaggio
- John Davis – mastering